# Витаутас Мачерніс
Витаутас Мачерніс (лит. Vytautas Mačernis; 5 березня 1921, Шарнеле, Литва —7 жовтня 1944, Жемайчіу-Кальварія, Литва) — литовський поет.

## Біографія

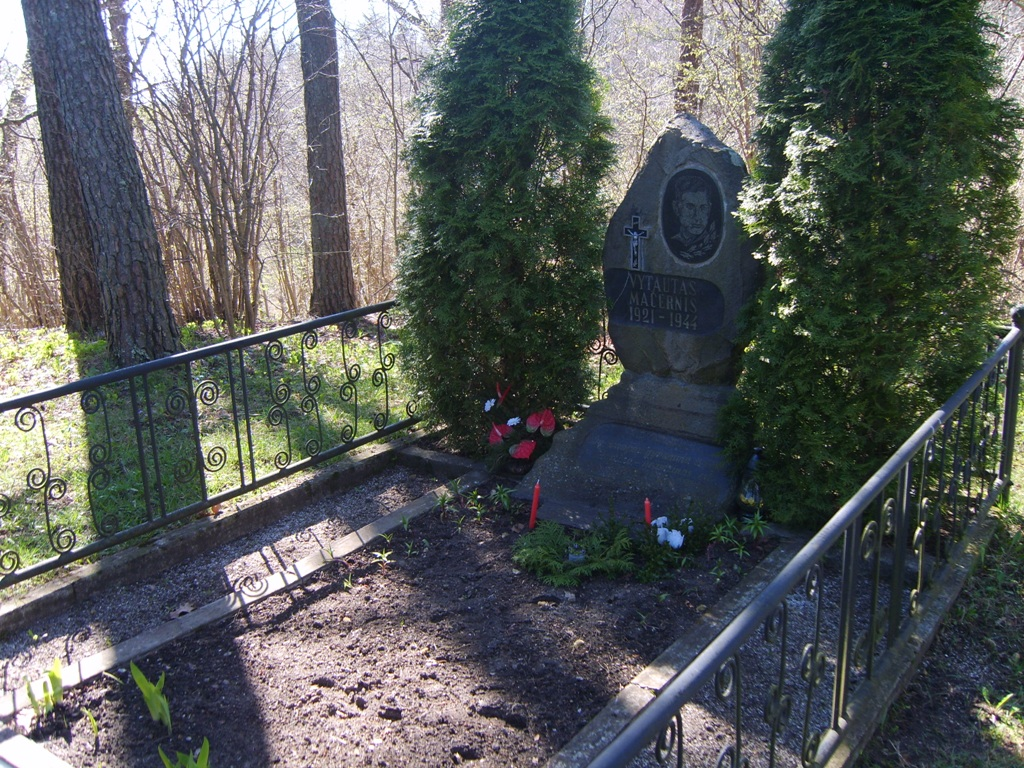
Могила Мачерніса

Народився в селі Шарнеле (тепер Плунгеський район) у сім'ї Владаса та Елжбєти. Був другою найстаршою дитиною, мав 13 братів і сестер (6 з них померло в ранньому дитинстві). Виріс у рідному селі, де і написав більшу частину віршів. Його бабуся, яка померла 1934 року, присутня у більшості робіт як теплий і приємний спогад. Поет мав більший емоційний зв'язок з нею, ніж з матір'ю.
1935 року закінчив гімназію Седи та продовжив вчитися в гімназії Телшяй. Саме в школі він почав творити. Його біографи відзначають, що Витаутас був замкнутою та вдумливою людиною в шкільний період.
Згодом продовжив навчання в Каунасі в Університеті Вітовта Великого, де вивчав англійську мову та літературу, а у Вільнюському університеті — філософію. Там також відвідував лекції з литуаністики у Вінцаса Креве-Міцкявічюса та Вінцаса Миколайтіс-Путінаса, а також семінари Баліса Сруоґи. Тоді ж познайомився з Броне Вілджіунайте, з якою згодом заручився, проте так і не одружився. 1943 року, коли під час німецької окупації університет закрили, він повернувся до свого села, де самостійно вивчав астрономію, фізику, перекладав праці Оскара Мілоша, вчив французьку мову, плануючи поступати до Сорбонни. Мав здібності до мов та окрім рідної литовської і жмудської розмовляв німецькою, англійською, французькою, італійською, російською, латиною і грецькою мовою.
7 жовтня 1944 року загинув на околиці Жемайчіу-Кальварія від випадкового влучання ракетного осколка в голову.

## Творчий доробок
Мачерніс присвятив своє коротке життя пошукам сенсу життя людини. Перший свій вірш видав 1936 року, а останній — 1944. Писав сонети, тріолети, пісні та короткі афоризми.
Єдиний цикл, який він встиг завершити був «Vizijos» (Бачення) (1939—1942). Також написав 81 сонет із циклу «Metai» (Роки) з запланованих 96, 14 «Моїх пісень» та пролог до поеми «Žmogaus apnuoginta širdis».
Багато віршів Мачерніса є філософськими, тісно пов'язаними з екзистенціалізмом, оскільки ліричний герой часто переживає духовні страждання через те, що не осягає світу, будучи в ньому чужим. Зовнішній світ часто зображується ворожим і непізнавальним. У циклі «Бачення» світ має зображення «запеклої ночі», «бродячого вітру», «мандрівної загубленої пташки».
Як на чутливу людину, на Мачерніса негативно вплинула Друга світова війна і радянська та нацистська окупації. Його вірші тепер були сповнені похмурості й темних кольорів.